# Mitsuke-juku

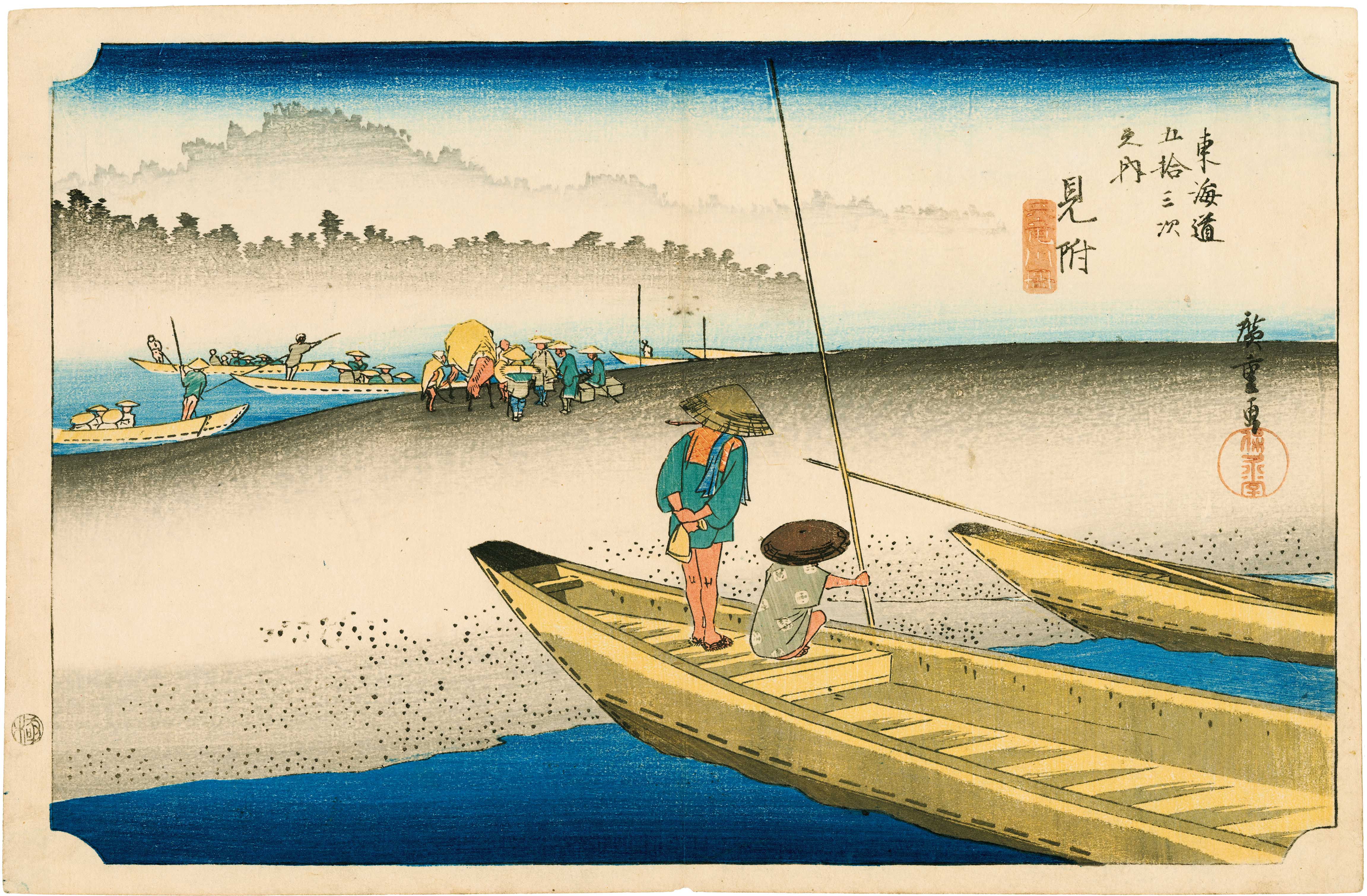
Mitsuke-juku dans les années 1830, estampe de Hiroshige de la série Les Cinquante-trois Stations du Tōkaidō.

Mitsuke-juku (見附宿, Mitsuke-juku) était la 28e des 53 stations du Tōkaidō, sur la route du Tōkaidō. Elle était située dans ce qui est maintenant la partie centrale de la ville d'Iwata, dans la préfecture de Shizuoka, au Japon. Ce shukuba relais) avait reçu son nom — qui signifie « vue sur… » — parce que Mitsuke était le premier endroit d'où les voyageurs venant de Kyoto pouvaient voir le mont Fuji.

## Histoire
Mitsuke-juku est située sur la rive gauche du fleuve Tenryū, mais les bateaux utilisent en général le fleuve Ōi, tout proche, car il offre un canal plus profond et moins de passages difficiles pour la navigation. Cependant, comme dans le cas de Shimada-juku, chaque fois que le fleuve Ōi débordait, il devenait impossible de circuler à travers la ville.
En plus d'être une station d'étape, Mitsuke-juku prospéra également en tant que point d'entrée au sanctuaire Tenjin de Mitsuke (見附天神, Mitsuke tenjin) de la province de Tōtōmi, ainsi que le point où le Tōkaidō se séparait avec un hime kaidō, un itinéraire de contournement des difficultés de la route principale.
Lorsque la ligne de chemin de fer principale du Tōkaidō fut établie, la station de chemin de fer fut construite au sud de Mitsuke, dans le village de Nakaizumi. En 1940, Mitsuke et Nakaizumi fusionnèrent, formant la ville de Iwata.
L'estampe ukiyo-e classique de Ando Hiroshige (édition Hoeido, 1833-1834) représente des voyageurs en train de changer de bateau sur un banc de sable, pendant la traversée du fleuve Tenryū en ferry.